# Formulă empirică
În chimie, formula empirică (adesea denumită și formulă brută) este acea formulă chimică a unui compus chimic care reprezintă numărului din fiecare atom din compus raportat la un numitor comun. Altfel spus, indică proporția relativă a numărului de atomi din aceste elemente. Cel mai simplu exemplu pentru acest concept este monoxidului de sulf, a cărui formulă empirică și formulă moleculară este SO; dioxidul de disulf, care are formula moleculară S2O2, are aceeași formulă empirică, anume SO.
Formulă empirică se deduce atât prin analiza calitativă, cât și prin cea cantitativă.

## Exemple
Glucoza  (C6H12O6), riboza (C5H10O5), acidul acetic (C2H4O2) și formaldehida (CH2O) au formule moleculare diferite, dar au aceeași formulă empirică: CH2O. Fiecare dintre compuși are de „n” ori numărul de atomi, astfel că formula moleculară este produsul dintre numărul n și formula empirică.
| Substanță              | Formula moleculară | Formula empirică |
| ---------------------- | ------------------ | ---------------- |
| Acid acetic            | CH3COOH            | CH2O             |
| Formaldehidă (metanal) | CH2O               | CH2O             |
| Glucoză                | C6H12O6            | CH2O             |

## Exemplu de calcul
O analiză chimică a unui eșantion de acetat de metil furnizează următoarele date elementare: 48,64% carbon (C), 8,16% hidrogen (H) și 43.20% oxigen (O). În scopul determinării formulei empirice presupun că avem 100 de grame de compus. Dacă acesta este cazul, procentele vor fi egale cu masa fiecărui element în grame.
Pasul 1: Schimbați fiecare procent în expresie a masei fiecărui element în grame. Adică, 48,64% C devine 48,64 g C, 8,16% H devine 8,16 g H, iar 43,20% O devine 43,20 g O.
Pasul 2: Convertiți cantitatea fiecărui element în grame în cantitatea sa în moli (se împarte nr de grame X la masa atomică a elementului X)
{\displaystyle \left({\frac {48.64{\mbox{ g C}}}{1}}\right)\left({\frac {1{\mbox{ mol }}}{12.01{\mbox{ g C}}}}\right)=4.049\ {\text{moli}}}
{\displaystyle \left({\frac {8.16{\mbox{ g H}}}{1}}\right)\left({\frac {1{\mbox{ mol }}}{1.007{\mbox{ g H}}}}\right)=8.095\ {\text{moli}}}
{\displaystyle \left({\frac {43.20{\mbox{ g O}}}{1}}\right)\left({\frac {1{\mbox{ mol }}}{16.00{\mbox{ g O}}}}\right)=2.7\ {\text{moli}}}
Pasul 3: Împarte fiecare dintre valorile rezultate la cea mai mică dintre aceste valori (2.7)
{\displaystyle {\frac {4.049{\mbox{ mol }}}{2.7{\mbox{ moli }}}}=1.5}
{\displaystyle {\frac {8.095{\mbox{ mol }}}{2.7{\mbox{ moli }}}}=3}
{\displaystyle {\frac {2.7{\mbox{ mol }}}{2.7{\mbox{ moli }}}}=1}
Pasul 4: Dacă este necesar, înmulțiți aceste numere cu numere întregi pentru a obține numere întregi; dacă o operațiune este făcută la unul dintre numere, aceasta trebuie făcută tuturor.
{\displaystyle 1.5\times 2=3}
{\displaystyle 3\times 2=6}
{\displaystyle 1\times 2=2}
Astfel, formula empirică (formula brută) a acetatului de metil este C3H6O2. Această formulă se întâmplă, de asemenea, să fie formula moleculară a acetat de etil.